# 黃色大象
「黃色大象」（日语：きいろいゾウ），是日本女作家西加奈子所創作的第3部小説，出版之後改編為繪本及電影。小説於2006年出版。繪本亦由作者本人親自繪製出版。2013年改編為電影。

## 概述
無辜（MUKO）步，是個不紅的小說家，妻利（TSUMARI）愛子是個天真爛漫的女孩，二人認識沒多久就立刻結婚。 看似普通的夫婦生活，但其實兩人卻都各自藏著無法對彼此坦白的秘密，直到有一天，收到一封寄給無辜步的信件，無辜步因為這封信去尋找過去的舊情人，兩人的關係也開始產生了改變，並逐漸揭開真相。

## 改編電影
電影由曾經執演《生命最後一個月的花嫁》的廣木隆一執導，2013年2月2日在日本上映。本片主要於三重縣松阪市的伊勢志摩地區取景。本片為金馬奇幻影展閉幕片，並於2013年4月26日在台灣上映。

### 登場角色及演員
- 妻利愛子：宮崎葵（幼少期：本田望結）

暱稱是ツマ（TSUMA），漢字為「妻」。
- 武辜歩：向井理

暱稱是ムコ（MUKO），漢字為「婿」。主角姓氏「武辜」在日文中與「婿」（女婿、夫婿之意）發音相同。
- 綠：緒川環
- 聖華：松原智恵子

有失智現象，會做出一些令人傻眼的事情，例如會把美祿（巧克力飲品）灑在豆腐上。
- 荒地：柄本明

名字是「昌」，聖華的丈夫。
- 夏目：中川雅也

夏目綠的丈夫。
- 大地：濱田龍臣

全名星野大地，國小3年級生，主角鄰居駒井太太的外孫。
- 洋子：淺見姫香

全名平木洋子，歩在安養院的同事平木直子的女兒。似乎很喜歡大地。
- 蘇鐵：大杉漣（配音演出）

種植在主角家後方的樹木。
- 「小混混」：柄本佑（配音演出）

主角鄰居駒井太太養的矮毛雞，本名「恰恰」（牠是女生）。
- 「魚肝油大人」：安藤櫻（配音演出）

常來主角家中討食物吃的狗（牠也是女生）。當初出現在主角面前時，頭被卡在魚肝油的罐子內，所以主角替牠取了這個名字。
- 蜘蛛：高良健吾（配音演出）

居住在主角家中儲藏室裡的蜘蛛。

### 製作群
- 導演：廣木隆一
- 製作人：若林雄介、大畑利久、安田俊之
- 助理製作：岡本順哉、田邊圭吾、石岡雅樹
- 企劃製作：松本整、宇田川寧
- 原作：西加奈子「黃色大象」（小學館）
- 劇本：黑澤久子、片岡翔
- 攝影：鍋島淳裕
- 美術：丸尾知行
- 編輯：菊池純一
- 角色設定：田端利江
- 音樂：大友良英
- 音樂製作：安井輝
- 音響效果：涉谷圭介、佐藤祥子
- 視覺特效：大萩真司
- 動畫導演 ：三角芳子
- 髮型設計：永江三千子
- 服裝設計：小川久美子
- 照明：豐見山明長
- 監製：島根淳
- 錄音：深田晃
- 助理導演：久萬真路
- 劇中圖畫繪製：西加奈子
- 製作公司：DUB
- 出品：「黃色大象」製作委員會（博報堂動態媒體、東海電視放送、小學館、MEDIA FACTORY,INC.、關西電視放送、PARCO、HORI AGENCY、日本索尼音樂、Yahoo! JAPAN、DUB、SHOWGATE Inc.）
- 發行：SHOWGATE Inc.

### 主題曲
- 聖堂教父 「冰之花」（Ki/oon Music Inc.）

## 外部連結
- 電影「黃色大象」日本官方網站 （页面存档备份，存于）
- 電影「黃色大象」預告片 （页面存档备份，存于）
- 電影「黃色大象」臉書 （页面存档备份，存于）